# 野口啓祐
野口 啓祐（のぐち けいすけ、1913年10月30日 - 1975年4月27日）は、日本の英文学者。

## 略歴
早稲田大学英文専攻卒業、上智大学外国語学部英語学科教授を務めた。
カトリック作家のグレアム・グリーン、またマルティン・ブーバーなどユダヤ系の思想家を研究、翻訳した。

## 翻訳
- 『人間の法則 キリスト教的人間学要説』（ソワニヨン、ルーベルト・エンデルレ書店） 1946年
- 『キリスト教と近代文化』（ヨゼフ・ロゲンドルフ、弘文堂、アテネ文庫） 1948年
- 『カトリシズム』（ロゲンドルフ、弘文堂、アテネ文庫）1949年
- 『一英国人の見たる日本及日本人』（トマス・ライエル、創元社） 1950年
- 『ドストイエフスキー ヒューマニズムの悲劇』（リュバック、筑摩書房） 1952年
- 「コロンブスの夢」（サルヴァドール・デ・マダリアガ、筑摩書房、世界ノンフィクション全集19） 1961年
- 『幸福の条件』（C・リイヴェー、中央出版社、心理学叢書） 1961、のち新版 1975年
- 『グレアム・グリーン 愛と罪の作家』第2部（グレアム・グリーン、編訳、南窓社） 1966年
- 『勝利』（ジョゼフ・コンラッド、野口勝子共訳、筑摩書房、世界文学大系） 1967年
- 『愛と死のパンセ』（シモーヌ・ヴェーユ、南窓社） 1969、のち新版1979 / 1996年1月
- 『ジョウゼフ・コンラッド 暗黒の形而上学をたずねて』（フレデリック・R・カール、野口勝子共訳、北星堂書店） 1974年
- 『グレアム・グリーン研究』（F・クンケル他、南窓社） 1974年

### クリストファー・ドーソン
- 『ヨーロッパの形成』（クリストファー・ドーソン、冨山房） 1944年
- 『中世紀の基督教』（クリストファー・ドウソン、エンデルレ書店） 1948年
- 『中世文化史』（ドウソン、元々社） 1956年
- 『中世のキリスト教と文化』（C・ドウソン、新泉社） 1969年、再版1979年 / 新版1996年2月
- 『ヨーロッパの形成 ヨーロッパ統一史叙説』（C・ドウソン、創文社 名著翻訳叢書） 1988年7月。熊倉庸介・草深武による改訂訳

### ニコライ・ベルジャーエフ
- 『共産主義の問題』（ニコライ・ベルヂャーエフ、現代教養文庫） 1954年
- 『現代世界に於ける人間の運命』（ベルヂャーエフ、筑摩書房） 1951、のち現代教養文庫 1957年
- 『愛と実存 霊の国セザルの国』（ニコライ・ベルジャーエフ 筑摩書房） 1954、のち『ベルジャーエフ著作集6』、白水社） 1960年
- 『人間の運命』（ベルジャーエフ、白水社、ベルジャーエフ著作集3） 1966年

### マルティン・ブーバー
- 『孤独と愛 我と汝の問題』（マルティン・ブーバー、創文社） 1958年、のち新版1979年 / 1993年、のち講談社学術文庫 2021年8月
- 『対話の倫理』（ブーバー、創文社） 1967年
- 『人間悪について』（ブーバー、南窓社） 1968年

## 参考
- 故野口啓祐教授を悼む〔含 略歴・業績〕羽鳥富美雄「上智大学外国語学部紀要」10（1975年）

| スタブアイコン | サブスタブ | この項目は、まだ閲覧者の調べものの参照としては役立たない、文人（小説家・詩人・歌人・俳人・作詞家・作家・放送作家・随筆家（コラムニスト）・文芸評論家）に関連した書きかけの項目です。この項目を加筆・訂正などしてくださる協力者を求めています（P:文学/PJ:作家）。 |